# Ordine della Polonia restituta
L'ordine della Polonia restituta (polacco: Order Odrodzenia Polski, italiano "Ordine della Polonia rinata") è una delle onorificenze più elevate della Polonia. L'ordine può essere conferito per il raggiungimento di importanti risultati nell'ambito di educazione, scienza, sport, cultura, arte, economia, difesa della nazione, impegno sociale, servizio civile o per l'impegno nel migliorare le relazioni internazionali. Venne creato il 4 febbraio 1921 e può essere conferito sia a civili sia a militari, comprese personalità straniere.

## Storia
Con la rinascita dello Stato polacco indipendente, avvenuta nel 1918 alla fine della prima guerra mondiale, venne abolito l'ordine di San Stanislao, utilizzato dai Romanov in maniera opposta ai suoi scopi durante la dominazione russa della Polonia e spesso attribuito a personalità responsabili di gravi campagne contro la cultura polacca. Per rimpiazzarlo venne creato l'ordine della Polonia restituta. Il primo gran maestro dell'ordine fu il maresciallo di Polonia Józef Piłsudski, che concesse le prime onorificenze il 13 luglio seguente. L'ordine divenne anche il massimo riconoscimento a personalità straniere e in questo caso veniva conferito dal ministro degli esteri.
Dopo la seconda guerra mondiale venne utilizzato sia dal Governo in esilio della Polonia sia dalla Repubblica Popolare di Polonia, anche se in versioni leggermente differenti. Ma nonostante questa situazione, il prestigio dell'ordine non venne intaccato e venne spesso concesso anche a personalità non comuniste, anche se il governo preferì attribuire differenti decorazioni comuniste. In questo periodo l'Ordine al merito della Polonia divenne l'onorificenza più usata, anche se meno prestigiosa, per premiare personalità straniere.
Il 22 dicembre 1990, con la fine della Repubblica Popolare, la versione dell'ordine utilizzata dal governo in esilio divenne quella ufficiale e si procedette alla revoca delle onorificenze non più valide, anche se non tutte quelle attribuite durante il periodo precedente vennero annullate.

## Classi
L'ordine dispone delle seguenti classi di benemerenza:
- Gran croce
- Croce di commendatore con placca
- Croce di commendatore
- Croce di ufficiale
- Croce di cavaliere

| Nastri             |                    |                       |                                  |            |
| Croce di cavaliere | Croce di ufficiale | Croce di commendatore | Croce di commendatore con placca | Gran croce |

## Insegne
- Il distintivo dell'Ordine è una croce di Malta d'oro smaltata in bianco. Al centro un disco con incisa un'aquila bianca su sfondo rosso, stemma della Polonia, circondata da un anello blu con incise le parole "Polonia restituta". Sul retro è inciso l'anno 1918 (per la versione della Repubblica Popolare il 1944). È indossata su una fascia rossa con strisce bianche vicino ai lati, sulla spalla destra per la gran croce, attorno al collo per i gradi di Commendatore, sul lato sinistro del petto con nastro per gli ufficiali e nella stessa posizione senza nastro per i cavalieri
- La placca dell'ordine è di argento, a otto punte. Il disco centrale è bianco smaltato con le lettere RP (Repubblica di Polonia) o PRL (per la Repubblica Popolare) circondate da un anello blu con le parole "Polonia restituta".
- Il nastro è rosso con due strisce bianche.

## Insigniti notevoli
- Giacomo Acerbo
- Eugeniusz Baziak
- Josip Broz Tito
- Gamal Abd el-Nasser
- Eugenio Corti
- Eugeniusz Kwiatkowski
- François-Léon Lévêque
- Douglas MacArthur
- Lili Pohlmann
- Ludomił Rayski
- Arthur Rubinstein
- Andrzej Rzepliński
- Irena Sendler
- Wisława Szymborska
- Lech Wałęsa
- Simon Wiesenthal
- Wilm Hosenfeld